# Eddie Fisher
Edwin John "Eddie" Fisher, född 10 augusti 1928 i Philadelphia, Pennsylvania, död 22 september 2010 i Berkeley, Kalifornien, var en amerikansk sångare och skådespelare.
Fisher var tonårsidol under 1950-talet. Han låg på topplistorna (bl.a. med "Anytime" 1950 och "I'm Walking Behind You" och "O Mein Papa!" 1953) och hade sin egen radioshow och TV-show (Coke Time, sponsrad av Coca-Cola). 
År 1955 gifte han sig med den populära skådespelerskan Debbie Reynolds – deras dotter var skådespelerskan Carrie Fisher (1956–2016).
Hans karriär fick emellertid ett tvärstopp när han övergav sin hustru för Elizabeth Taylor. Fisher och Taylor gifte sig 1959. De två spelade in filmen Inte för pengar... tillsammans 1960. Äktenskapet varade i fyra år, fram tills Taylor träffade Richard Burton.

## Diskografi
Album
- Eddie Fisher Sings (1952) (10-tums-album)
- I'm In The Mood For Love (1952) (10-tums-album)
- Christmas With Eddie Fisher (1952) (10-tums-album)
- Irving Berlin Favorites (1954) (10-tums-album)
- May I Sing To You? (1954)
- I Love You (1955)
- Academy Award Winners (1955)
- Bundle Of Joy (1956)
- As Long As There's Music (1958)
- Scent Of Mystery (1960)
- Eddie Fisher At The Winter Garden (1963)
- Eddie Fisher Today! (1965)
- When I Was Young (1965) (nyinspelningar)
- Games That Lovers Play (1966)
- People Like You (1967)
- You Ain't Heard Nothing Yet (1968)
- After All (1984)

Singlar (topp 5 på Billboard Hot 100)
- 1950 – "Thinking of You" (#5)
- 1951 – "Any Time" (#2)
- 1952 – "Tell Me Why" (#4)
- 1952 – "I'm Yours" (#3)
- 1952 – "Wish You Were Here" (#1)
- 1953 – "Downhearted" (#5)
- 1953 – "I'm Walking Behind You" (#1)
- 1953 – "Many Times" (#4)
- 1953 – "Oh! My Pa-Pa" (#1)
- 1954 – "I Need You Now" (#1)
- 1954 – "Count Your Blessings (Instead of Sheep)" (#5)